# RGO-88
RGO-88 — польская оборонительная ручная осколочная граната дистанционного действия, предназначенная для поражения живой силы и техники противника на близких расстояниях.

## История
Серийное производство гранаты было освоено в конце 1980-х годов на предприятии «Dezamet S.A.» в городе Нова-Демба. Производство запалов УЗРГМ к ней было освоено на предприятии «BELMA S.A.» в городе Быдгощ.

## Описание
RGO-88 состоит из пластикового корпуса с залитыми наполнителем готовыми поражающими элементами (стальные шарики) и зарядом гексогена массой 60 граммов, помещённого во внешний тонкостенный корпус из листовой стали. В верхнюю часть корпуса ввинчивают запал УЗРГМ (до ввинчивания запала отверстие закрыто пластмассовой пробкой).
При взрыве граната образует 1150 осколков и поражающих элементов.

## Страны-эксплуатанты
- Польша